# Liste des évêques de Santa Rosa (Californie)
Liste des évêques de Santa Rosa dans l'État de Californie.
(Dioecesis Sanctae Rosae in California)
L'évêché de Santa Rosa est créé le 13 janvier 1962, par détachement de l'archevêché de San Francisco.

## Sont évêques
- 27 janvier 1962-22 août 1969 : Léo Maher (Léo Thomas Maher)
- 19 novembre 1969-15 avril 1986 : Mark Hurley (Mark Joseph Hurley)
- 27 janvier 1987-15 octobre 1991 : John Steinbock (John Thomas Steinbock)
- 14 juillet 1992-22 juillet 1999 : George Ziemann (George Patrick Ziemann)
- 11 avril 2000-30 juin 2011 : Daniel Walsh (Daniel Francis Walsh)
- depuis le 30 juin 2011 : Robert Vasa (Robert Francis Vasa)

## Sources
- L'Annuaire Pontifical, sur le site http://www.catholic-hierarchy.org, à la page